# John Aloysius Marshall
John Aloysius Marshall (* 26. April 1928 in Worcester, Massachusetts; † 3. Juli 1994) war ein US-amerikanischer Geistlicher und römisch-katholischer Bischof von Springfield.

## Leben
John Aloysius Marshall besuchte nach der High School das Heilig Kreuz-College in Worcester und studierte anschließend in Montreal und an der Päpstlichen Universität Gregoriana. Am 19. Dezember 1953 empfing er in Rom durch den Rektor des Päpstlichen Nordamerika-Kollegs, Martin John O’Connor, die Priesterweihe für das Bistum Worcester.
Marshall war überwiegend in der Priesterausbildung tätig und lehrte von 1957 bis 1961 und erneut 1969 bis 1971 am Päpstlichen Nordamerika-Kolleg in Rom sowie von 1961 bis 1968 in Worcester.
Papst Paul VI. ernannte ihn am 14. Dezember 1971 zum Bischof von Burlington. Sein Amtsvorgänger Robert Francis Joyce spendete ihm am 25. Januar des folgenden Jahres die Bischofsweihe; Mitkonsekratoren waren der Bischof von Worcester, Bernard Joseph Flanagan, und der Rektor des Päpstlichen Nordamerika-Kollegs, Bischof James Aloysius Hickey.
Papst Johannes Paul II. ernannte ihn zum Bischof von Springfield. Die Amtseinführung fand am 18. Februar 1992 statt.
Marshall war von 1981 bis 1989 im Auftrag Papst Johannes Paul II. Apostolischer Visitator für die Priesterseminare in den Vereinigten Staaten. In der Bischofskonferenz der Vereinigten Staaten gehörte er den Kommissionen für Leben und Dienst der Priester, für die Priesterausbildung und für die Zusammenarbeit der verschiedenen Dienste der Kirche an. An der 8. ordentlichen Generalversammlung der Bischofssynode im Herbst 1990 in Rom zum Thema „Die Priesterbildung im Kontext der Gegenwart“ nahm er als Delegierter der Bischofskonferenz teil.